# توماش بورکوفسکی
توماش بورکوفسکی (لهستانی: Tomasz Borkowski؛ ‏ زادهٔ ۱ ژانویه ۱۹۷۸) بازیگر و صداپیشه اهل لهستان است.
از فیلم‌ها یا مجموعه‌های تلویزیونی که وی در آن‌ها نقش داشته است، می‌توان به دست‌به‌کار شو، برادر، ع چون عشق، رنگ‌های خوشبختی، سال‌های شیرین، حوزه استحفاظی ۱۳، قسمت دوم، در خوشی و سختی، خودِ زندگی، کارآگاهان جنایی، پیت‌بول، ۳۹ و نیم، در خیابان سپولنی، دهن‌به‌دهن، پدر متیو، هتل ۵۲، کمیسر آلکس، دوران افتخار، قانون حقیقی، دوستان، مأموریت افغانستان، من یک قاتلم، سیاره مجرد، ۱۹۳۹ نبرد وسترپلاته، نامه به بابا نوئل و یوب، آخرین سلول خاکستری مغز اشاره نمود.